# Secure delete
secure delete (також secure deletion toolkit) — цифровий шредер, пакет утиліт з інтерфейсом командного рядка, призначених для надійного (безповоротного) стирання інформації з магнітних носіїв інформації (HDD) та оперативної пам'яті (RAM). Пакет є вільним і розповсюджується під ліцензією GPL v2.

## Склад пакету
Пакет складається з таких програм:
srm
secure remove — безпечне видалення файлів.
sfill
secure fill — видалення інформації з вільного місця файлової системи.
sswap
secure swap — видалення інформації на swap-розділі.
smem (в Debian та Ubuntu — sdmem)
secure memory — видалення інформації з оперативної пам'яті.

## Алгоритм стирання інформації
Утиліти пакету використовують так званий метод Гутмана, який полягає у багаторазовому перезаписуванні вмісту файлів випадковими числами та послідовностями, спеціально підібраними з урахуванням особливостей методів запису на магнітні носії.